# Zatou
Zatou (Satu) war eine Gewichtseinheit auf der Insel Madagaskar. Das Wort steht in der Bedeutung von Hundert. Das Maß war ein Getreidemaß für ungeschälten  Reis, für geschälten gab es die  Monscha/Monka oder Trubahurasch mit etwa 2,937 Kilogramm.
- 1 Zatou = 100 Wuhl (Voule) rund 24,5 Kilogramm
- 1 Wuhl etwa 250 Gramm